# Список птиц Казахстана
Список птиц Казахстана 
На территории Казахстана по состоянию на 2012 год подтверждено обитание 499 видов птиц, ещё 38 видов являются залётными, регистрация которых на территории страны нуждается в дополнительном документальном подтверждении.

## ОтрядГагарообразные(Gaviiformes)
- Семейство Гагаровые (Gaviidae)
  - Gavia arctica — чернозобая гагара
  - Gavia stellata — краснозобая гагара

## ОтрядПоганкообразные(Podicipediformes)
- Семейство Поганковые (Podicipedidae)
  - Tachybaptus ruficollis — малая поганка
  - Podiceps nigricollis — черношейная поганка
  - Podiceps auritus — красношейная поганка
  - Podiceps grisegena — серощёкая поганка
  - Podiceps cristatus — чомга

## ОтрядТрубконосые(Procellariformes)
- Семейство Буревестниковые (Procellaridae)
  - Puffinus puffinus — обыкновенный буревестник

## ОтрядПеликанообразные(Pelecaniformes)
- Семейство Пеликановые (Pelecanidae)
  - Pelecanus crispus — кудрявый пеликан
  - Pelecanus onocrotalus — розовый пеликан

## ОтрядОлушеобразные(Suliformes)
- Семейство Олушевые (Sulidae)
  - Sula bassana — северная олуша
- Семейство Баклановые (Phalacrocoracidae)
  - Phalacrocorax carbo — большой баклан
  - Phalacrocorax pygmaeus — малый баклан

## ОтрядАистообразные(Ciconiiformes)
- Семейство Цаплевые (Ardeidae)
  - Botaurus stellaris — выпь
  - Ixobrychus minutus — малая выпь, или волчок
  - Nycticorax nycticorax — Обыкновенная кваква
  - Ardeola ralloides — жёлтая цапля
  - Ardeola grayii — Индийская жёлтая цапля
  - Bubulcus ibis — египетская цапля
  - Egretta alba — большая белая цапля
  - Egretta garzetta — малая белая цапля
  - Ardea cinerea — серая цапля
  - Ardea purpurea — рыжая цапля
- Семейство Ибисовые (Threskiornithidae)
  - Platalea leucorodia — колпица
  - Plegadis falcinellus — каравайка
- Семейство Аистовые (Ciconiidae)
  - Ciconia ciconia — белый аист
  - Ciconia nigra — чёрный аист

## ОтрядФламингообразные(Phoenicopteriformes)
- Семейство Фламинговые (Phoenicopteridae)
  - Phoenicopterus roseus — обыкновенный фламинго

## ОтрядГусеобразные(Anseriformes)
- Семейство Утиные (Anatidae)
  - Branta leucopsis — белощёкая казарка
  - Branta bernicla — чёрная казарка
  - Branta ruficollis — краснозобая казарка
  - Anser anser — серый гусь
  - Anser albifrons — белолобый гусь
  - Anser erythropus — пискулька
  - Anser fabalis — гуменник
  - Anser cygnoides — сухонос
  - Anser indicus — горный гусь
  - Chen caerulescens — белый гусь
  - Cygnus olor — лебедь-шипун
  - Cygnus cygnus — лебедь-кликун
  - Cygnus bewickii — малый лебедь
  - Tadorna ferruginea — огарь
  - Tadorna tadorna — пеганка
  - Anas platyrhynchos — обыкновенная кряква
  - Anas crecca — чирок-свистунок
  - Anas formosa — клоктун
  - Anas strepera — серая утка
  - Anas penelope — свиязь
  - Anas acuta — шилохвость
  - Anas querquedula — чирок-трескунок
  - Anas clypeata — широконоска
  - Anas angustirostris — мраморный чирок
  - Netta rufina — красноносый нырок
  - Aythya ferina — красноголовый нырок
  - Aythya nyroca — белоглазый нырок
  - Aythya fuligula — хохлатая чернеть
  - Aythya marila — морская чернеть
  - Clangula hyemalis — морянка
  - Bucephala clangula — гоголь
  - Melanitta nigra — чёрный турпан
  - Melanitta deglandi — горбоносый турпан
  - Melanitta fusca — турпан
  - Oxyura leucocephala — савка
  - Mergus albellus — луток
  - Mergus serrator — длинноносый крохаль
  - Mergus merganser — большой крохаль

## ОтрядЯстребообразные(Accipitriformes)
- Семейство Скопиные (Pandionidae)
  - Pandion haliaetus — скопа
- Семейство Ястребиные (Accipitridae)
  - Pernis apivorus — обыкновенный осоед
  - Pernis ptilorhynchus — хохлатый осоед
  - Milvus migrans — чёрный коршун
  - Circus cyaneus — полевой лунь
  - Circus macrourus — степной лунь
  - Circus pygargus — луговой лунь
  - Circus aeruginosus — болотный лунь
  - Accipiter gentilis — ястреб-тетеревятник
  - Accipiter nisus — ястреб-перепелятник
  - Accipiter brevipes — европейский тювик
  - Accipiter badius — туркестанский тювик
  - Buteo lagopus — зимняк
  - Buteo hemilasius — мохноногий курганник
  - Buteo rufinus — курганник
  - Buteo buteo — обыкновенный канюк
  - Buteo japonicus — восточный канюк
  - Circaetus gallicus — обыкновенный змееяд
  - Hieraaetus pennatus — орёл-карлик
  - Aquila nipalensis — степной орёл
  - Aquila clanga — большой подорлик
  - Aquila heliaca — могильник
  - Aquila chrysaetos — беркут
  - Haliaeetus leucoryphus — орлан-долгохвост
  - Haliaeetus albicilla — орлан-белохвост
  - Gypaetus barbatus — бородач
  - Neophron percnopterus — обыкновенный стервятник
  - Aegypius monachus — чёрный гриф
  - Gyps fulvus — белоголовый сип
  - Gyps himalayensis — кумай

## ОтрядСоколообразные(Falconiformes)
- Семейство Соколиные (Falconidae)
  - Falco rusticolus — кречет
  - Falco altaicus — алтайский сокол
  - Falco cherrug — обыкновенный балобан
  - Falco jugger — лаггар
  - Falco pelegrinoides — шахин
  - Falco peregrinus — сапсан
  - Falco subbuteo — обыкновенный чеглок
  - Falco columbarius — дербник
  - Falco vespertinus — кобчик
  - Falco naumanni — степная пустельга
  - Falco tinnunculus — обыкновенная пустельга

## ОтрядКурообразные(Galliformes)
- Семейство Тетеревиные (Tetraonidae)
  - Lagopus lagopus — белая куропатка
  - Lagopus mutus — тундренная куропатка
  - Tetrao tetrix — Тетерев-косач
  - Tetrao urogallus — глухарь
  - Bonasa bonasia — рябчик
- Семейство Фазановые (Phasianidae)
  - Tetraogallus altaicus — алтайский улар
  - Tetraogallus himalayensis — гималайский улар
  - Alectoris chukar — кеклик
  - Ammoperdix griseogularis — пустынная куропатка
  - Perdix perdix — серая куропатка
  - Perdix dauuricae — бородатая куропатка
  - Coturnix coturnix — обыкновенный перепел
  - Phasianus colchicus — обыкновенный фазан

## ОтрядЖуравлеобразные(Gruiformes)
- Семейство Журавлиные (Gruidae)
  - Grus grus — серый журавль
  - Grus leucogeranus — стерх
  - Grus monacha — чёрный журавль
  - Grus vipio — даурский журавль
  - Anthropoides virgo — журавль-красавка
- Семейство Пастушковые (Rallidae)
  - Rallus aquaticus — Водяной пастушок
  - Porzana porzana — погоныш
  - Porzana parva — малый погоныш
  - Porzana pusilla — погоныш-крошка
  - Crex crex — коростель
  - Gallinula chloropus — камышница
  - Porphyrio porphyrio — султанка
  - Fulica atra — лысуха

## ОтрядДрофообразные(Otidiformes)
- Семейство Дрофиные (Otididae)
  - Otis tarda — дрофа
  - Tetrax tetrax — стрепет
  - Chlamydotis macqueenii — джек

## ОтрядРжанкообразные(Charadriiformes)

### Подотряд Charadrii
- Семейство Авдотковые (Burhinidae)
  - Burhinus oedicnemus — авдотка
- Семейство Ржанковые (Charadriidae)
  - Pluvialis squatarola — тулес
  - Pluvialis fulva — азиатская бурокрылая ржанка
  - Pluvialis apricaria — золотистая ржанка
  - Charadrius hiaticula — большой зуёк
  - Charadrius dubius — малый зуёк
  - Charadrius leschenaultii — большеклювый, или толстоклювый, зуёк
  - Charadrius mongolus — монгольский зуёк
  - Charadrius asiaticus — каспийский зуёк
  - Charadrius veredus — восточный зуёк
  - Charadrius alexandrinus — морской зуёк
  - Charadrius morinellus — хрустан
  - Chettusia gregaria — степная пигалица
  - Vanellus vanellus — чибис
  - Vanellus leucura — белохвостая пигалица
  - Arenaria interpres — обыкновенная камнешарка
- Семейство Шилоклювковые (Recurvirostridae)
  - Himantopus himantopus — ходулочник
  - Recurvirostra avosetta — шилоклювка
- Семейство Кулики-сороки (Haematopodidae)
  - Haematopus ostralegus — обыкновенный кулик-сорока
- Семейство Серпоклювы (Ibidorhynchidae)
  - Ibidorhyncha struthersi — серпоклюв
- Семейство Бекасовые (Scolopacidae)
  - Tringa ochropus — черныш
  - Tringa glareola — фифи
  - Tringa nebularia — большой улит
  - Tringa totanus — травник
  - Tringa erythropus — щёголь
  - Tringa stagnatilis — поручейник
  - Actitis hypoleucos — перевозчик
  - Xenus cinereus — мородунка
  - Phalaropus fulicarius — плосконосый плавунчик
  - Phalaropus lobatus — круглоносый плавунчик
  - Philomachus pugnax — турухтан
  - Calidris minuta — кулик-воробей
  - Calidris ruficollis — песочник-красношейка
  - Calidris subminuta — длиннопалый песочник
  - Calidris temminckii — белохвостый песочник
  - Calidris ferruginea — краснозобик
  - Calidris alpina — чернозобик
  - Calidris acuminata — острохвостый песочник
  - Calidris alba — песчанка
  - Limicola falcinellus — грязовик
  - Lymnocryptes minimus — гаршнеп
  - Gallinago gallinago — обыкновенный бекас
  - Gallinago megala — лесной дупель
  - Gallinago stenura — азиатский бекас
  - Gallinago solitaria — горный дупель
  - Gallinago media — дупель
  - Scolopax rusticola — вальдшнеп
  - Numenius minutus — кроншнеп-малютка
  - Numenius tenuirostris — тонкоклювый кроншнеп
  - Numenius arquata — большой кроншнеп
  - Numenius phaeopus — средний кроншнеп
  - Limosa limosa — большой веретенник
  - Limosa lapponica — малый веретенник
  - Limnodromus semipalmatus — азиатский бекасовидный веретенник
- Семейство Тиркушковые (Glareolidae)
  - Glareola nordmanni — степная тиркушка
  - Glareola pratincola — луговая тиркушка
  - Cursorius cursor — обыкновенный бегунок

### ПодотрядLari
- Семейство Поморниковые (Stercorariidae)
  - Stercorarius pomarinus — средний поморник
  - Stercorarius parasiticus — короткохвостый поморник
- Семейство Чайковые (Laridae)
  - Larus argentatus — серебристая чайка
  - Larus ichthyaetus — черноголовый хохотун
  - Larus relictus — реликтовая чайка
  - Larus melanocephalus — средиземноморская чайка
  - Larus minutus — малая чайка
  - Larus ridibundus — озёрная чайка
  - Larus genei — тонкоклювая чайка, или морской голубок
  - Larus fuscus — клуша
  - Larus heuglini — восточная клуша
  - Larus cachinnans — хохотунья
  - Larus barabensis — степная чайка
  - Larus hyperboreus — большая полярная чайка
  - Larus canus — сизая чайка
  - Larus (Rissa) tridactyla — моевка
  - Chlidonias nigra — чёрная крачка
  - Chlidonias leucopterus — белокрылая крачка
  - Chlidonias hybrida — белощёкая крачка
  - Gelochelidon nilotica — чайконосая крачка
  - Sterna caspia — чеграва
  - Sterna sandvicensis — пестроносая крачка
  - Sterna hirundo — речная крачка
  - Sterna albifrons — малая крачка

## ОтрядРябкообразные(Pterocletiformes)
- Семейство Рябковые (Pteroclidae)
  - Pterocles alchata — белобрюхий рябок
  - Pterocles orientalis — чернобрюхий рябок
  - Syrrhaptes paradoxus — саджа, или копытка

## ОтрядГолубеобразные(Columbiformes)
- Семейство Голубиные (Columbidae)
  - Columba palumbus — вяхирь
  - Columba oenas — клинтух
  - Columba eversmanni — бурый голубь
  - Columba livia — сизый голубь
  - Columba rupestris — скалистый голубь
  - Columba leuconota — белогрудый голубь
  - Streptopelia decaocto — кольчатая горлица
  - Streptopelia turtur — обыкновенная горлица
  - Streptopelia orientalis — большая горлица
  - Streptopelia senegalensis — малая горлица

## ОтрядКукушкообразные(Cuculiformes)
- Семейство Кукушковые (Cuculidae)
  - Cuculus canorus — обыкновенная кукушка
  - Cuculus saturatus — глухая кукушка

## ОтрядСовообразные(Strigiformes)
- Семейство Совиные (Strigidae)
  - Nyctea scandiaca — Белая, или Полярная, сова
  - Bubo bubo — обыкновенный филин
  - Asio otus — ушастая сова
  - Asio flammeus — болотная сова
  - Otus scops — сплюшка, или обыкновенная совка
  - Otus brucei — пустынная, или буланная, совка
  - Aegolius funereus — мохноногий сыч
  - Athene noctua — домовый сыч
  - Glaucidium passerinum — воробьиный сычик
  - Surnia ulula — ястребиная сова
  - Strix aluco — обыкновенная неясыть
  - Strix uralensis — длиннохвостая неясыть
  - Strix nebulosa (laponica) — бородатая неясыть

## ОтрядКозодоеобразные(Caprimulgiformes)
- Семейство Козодоевые (Caprimulgidae)
  - Caprimulgus europaeus — обыкновенный козодой
  - Caprimulgus aegyptius — буланный козодой

## ОтрядСтрижеобразные(Apodiformes)
- Семейство Стрижиные (Apodidae)
  - Apus apus — чёрный стриж
  - Apus melba — белобрюхий стриж
  - Apus pacificus — белопоясный стриж
  - Hirundapus caudacutus — иглохвостый стриж

## ОтрядРакшеобразные(Coraciiformes)
- Семейство Зимородковые (Alcedinidae)
  - Alcedo atthis — зимородок
- Семейство Сизоворонковые (Coraciidae)
  - Coracias garrulus — сизоворонка
- Семейство Щурковые (Meropidae)
  - Merops apiaster — золотистая щурка
  - Merops persicus (Merops superciliosus) — зелёная щурка

## ОтрядУдодообразные(Upupiformes)
- Семейство Удодовые (Upupidae)
  - Upupa epops — удод

## ОтрядДятлообразные(Piciformes)
- Семейство Дятловые (Picidae)
  - Jynx torquilla — вертишейка
  - Picus canus — седой дятел
  - Dryocopus martius — чёрный дятел, или желна
  - Dendrocopos major — большой пёстрый дятел
  - Dendrocopos leucopterus — белокрылый дятел
  - Dendrocopos leucotos — белоспинный дятел
  - Dendrocopos minor — малый пёстрый дятел
  - Picoides tridactylus — трёхпалый дятел

## ОтрядВоробьинообразные(Passeriformes)

### СемействоЛасточковые(Hirundinidae)
- Hirundo rustica — деревенская ласточка
- Hirundo daurica — рыжепоясничная ласточка
- Delichon urbica — городская ласточка
- Delichon dasypus — восточный воронок
- Riparia riparia — береговая ласточка, или береговушка
- Riparia diluta — бледная береговая ласточка
- Ptyonoprogne rupestris — скальная ласточка

### СемействоЖаворонковые(Alaudidae)
- Galerida cristata — хохлатый жаворонок
- Calandrella brachydactyla — малый жаворонок
- Calandrella acustirostris — тонкоклювый жаворонок
- Calandrella rufescens — серый жаворонок
- Alaudala cheelensis — солончаковый жаворонок
- Melanocorypha calandra — степной жаворонок
- Melanocorypha bimaculata — двупятнистый жаворонок
- Melanocorypha leucoptera — белокрылый жаворонок
- Melanocorypha yeltoniensis — чёрный жаворонок
- Eremophila alpestris — рогатый жаворонок
- Lullula arborea — лесной жаворонок, или юла
- Alauda arvensis — полевой жаворонок
- Alauda gulgula — индийский, или малый полевой, жаворонок

### СемействоТрясогузковые(Motacillidae)
- Motacilla flava — жёлтая трясогузка
- Motacilla feldegg — черноголовая трясогузка
- Motacilla lutea — желтолобая трясогузка
- Motacilla citreola — желтоголовая трясогузка
- Motacilla calcarata — черноспинная трясогузка
- Motacilla cinerea — горная трясогузка
- Motacilla alba — белая трясогузка
- Motacilla personata — маскированная трясогузка
- Anthus richardi — степной конек
- Anthus campestris — полевой конек
- Anthus trivialis — лесной конек
- Anthus hodgsoni — пятнистый конек
- Anthus pratensis — луговой конек
- Anthus cervinus — краснозобый конек
- Anthus rubescens — американский конек
- Anthus spinoletta — горный конек

### СемействоСорокопутовые(Laniidae)
- Lanius cristatus — сибирский жулан
- Lanius isabellinus — рыжехвостый жулан
- Lanius phoenicuroides — туркестанский жулан
- Lanius collurio — обыкновенный жулан
- Lanius schach — длиннохвостый сорокопут
- Lanius minor — чернолобый сорокопут
- Lanius excubitor — серый сорокопут
- Lanius pallidirostris

### СемействоИволговые(Oriolidae)
- - Oriolus oriolus — Обыкновенная иволга

### СемействоСкворцовые(Sturnidae)
- - Sturnus vulgaris — обыкновенный скворец
  - Sturnus roseus — розовый скворец
  - Acridotheres tristis — обыкновенная майна

### СемействоВрановые(Corvidae)
- Perisoreus infaustus — кукша, или ронжа
- Garrulus glandarius — сойка
- Pica pica — сорока
- Podoces hendersoni — монгольская пустынная сойка
- Podoces panderi — саксаульная сойка
- Nucifraga caryocatactes — кедровка
- Pyrrhocorax pyrrhocorax — клушица
- Pyrrhocorax graculus — альпийская галка
- Corvus monedula — галка
- Corvus daurica — даурская галка
- Corvus frugilegus — грач
- Corvus corone — чёрная ворона
- Corvus cornix — серая ворона
- Corvus ruficollis — пустынный ворон
- Corvus corax — ворон

### СемействоСвиристелевые(Bombicillidae)
- Bombycilla garrulus — свиристель

### СемействоОляпковые(Cinclidae)
- Cinclus cinclus — обыкновенная оляпка
- Cinclus pallasii — бурая оляпка

### СемействоКрапивниковые(Troglodytidae)
- Troglodytes troglodytes — крапивник

### СемействоЗавирушковые(Prunellidae)
- Prunella collaris — альпийская завирушка
- Prunella himalayana — гималайская завирушка
- Prunella fulvescens — бледная завирушка
- Prunella montanella — сибирская завирушка
- Prunella atrogularis — черногорлая завирушка
- Prunella modularis — лесная завирушка

### СемействоСлавковые(Sylviidae)
- Cettia cetti — соловьиная широкохвостка
- Locustella luscinioides — соловьиный сверчок
- Locustella fluviatilis — речной сверчок
- Locustella certhiola — певчий сверчок
- Locustella naevia — обыкновенный сверчок
- Locustella lanceolata — пятнистый сверчок
- Lusciniola melanopogon — тонкоклювая камышёвка
- Acrocephalus schoenobaenus — камышёвка-барсучок
- Acrocephalus agricola — индийская камышёвка
- Acrocephalus dumetorum — садовая камышёвка
- Acrocephalus palustris — болотная камышёвка
- Acrocephalus scirpaceus — тростниковая камышёвка
- Acrocephalus stentoreus — туркестанская камышёвка
- Acrocephalus arundinaceus — дроздовидная камышёвка
- Hippolais icterina — зелёная пересмешка
- Hippolais caligata — северная бормотушка
- Hippolais rama — южная бормотушка
- Hippolais pallida — большая бормотушка, или бледная пересмешка
- Hippolais languida — пустынная пересмешка
- Sylvia nisoria — ястребиная славка
- Sylvia hortensis — певчая славка
- Sylvia atricapilla — черноголовая славка
- Sylvia borin — садовая славка
- Sylvia communis — серая славка
- Sylvia curruca — славка-завирушка, или славка-мельничек
- Sylvia althaea — горная славка
- Sylvia mystacea — белоусая славка
- Sylvia nana — пустынная славка
- Phylloscopus trochilus — пеночка-весничка
- Phylloscopus collybita — пеночка-теньковка
- Phylloscopus sindianus — азиатская теньковка
- Phylloscopus sibilatrix — пеночка-трещотка
- Phylloscopus borealis — пеночка-таловка
- Phylloscopus trochiloides — зелёная пеночка
- Phylloscopus inornatus — пеночка-зарничка
- Phylloscopus humei — тусклая пеночка
- Phylloscopus proregulus — корольковая пеночка
- Phylloscopus fuscatus — бурая пеночка
- Phylloscopus griseolus — индийская пеночка
- Phylloscopus schwarzi — толстоклювая пеночка
- Scotocerca inquieta — вертлявая славка

### СемействоКорольковые(Regulidae)
- Regulus regulus — желтоголовый королёк
- Leptopoecile sophiae — расписная синичка

### СемействоМухоловковые(Muscicapidae)
- Terpsiphone paradisi — длиннохвостая мухоловка
- Ficedula hypoleuca — мухоловка-пеструшка
- Ficedula albicollis — мухоловка-белошейка
- Ficedula parva — малая мухоловка
- Muscicapa striata — серая мухоловка
- Muscicapa sibirica — сибирская мухоловка
- Muscicapa ruficauda — рыжехвостая мухоловка

### СемействоДроздовые(Turdidae)
- Saxicola rubetra — луговой чекан
- Saxicola torquata
- Saxicola insignis — большой чекан
- Saxicola caprata — чёрный чекан
- Oenanthe oenanthe — каменка
- Oenanthe pleschanka — каменка-плешанка
- Oenanthe hispanica — испанская каменка
- Oenanthe picata — чёрная каменка
- Oenanthe finschii — черношейная каменка
- Oenanthe deserti — пустынная каменка
- Oenanthe isabellina — каменка-плясунья
- Cercotrichas galactotes — тугайный соловей
- Monticola saxatilis — пёстрый каменный дрозд
- Monticola solitarius — синий каменный дрозд
- Phoenicurus caeruleocephalus — седоголовая горихвостка
- Phoenicurus phoenicurus — обыкновенная горихвостка
- Phoenicurus ochruros — горихвостка-чернушка
- Phoenicurus erythronotus — красноспинная горихвостка
- Phoenicurus erythrogaster — краснобрюхая горихвостка
- Chaimarrornis leucocephalus — белошапочная горихвостка
- Erithacus rubecula — зарянка, или малиновка
- Luscinia megarhynchos — южный соловей
- Luscinia luscinia — обыкновенный соловей
- Luscinia calliope — соловей-красношейка
- Luscinia pectoralis — Черногрудая красношейка
- Luscinia svecica — варакушка
- Luscinia cyane — синий соловей
- Tarsiger cyanurus — синехвостка
- Irania gutturalis — соловей-белошейка
- Turdus ruficollis — краснозобый дрозд
- Turdus atrogularis — чернозобый дрозд
- Turdus eunomus — бурый дрозд
- Turdus pilaris — рябинник
- Turdus torquatus — белозобый дрозд
- Turdus merula — чёрный дрозд
- Turdus iliacus — белобровик
- Turdus philomelos — певчий дрозд
- Turdus viscivorus — деряба
- Zoothera dauma — земляной, или пёстрый, дрозд
- Myophonus caeruleus — синяя птица
- Enicurus scouleri — белоножка

### СемействоУсатые синицы(Panuridae)
- Panurus biarmicus — усатая синица

### СемействоДлиннохвостые синицы(Aegithalidae)
- Aegithalos caudatus — длиннохвостая синица

### СемействоРемезовые(Remizidae)
- Remiz pendulinus — обыкновенный ремез
- Remiz coronatus — черноголовый ремез
- Remiz macronyx — тростниковый ремез

### СемействоСиницевые(Paridae)
- Parus palustris — черноголовая гаичка
- Parus montanus — буроголовая гаичка
- Parus songarus — джунгарская гаичка
- Parus cinctus — сероголовая гаичка
- Parus cristatus — хохлатая синица
- Parus ater — московка
- Parus rufonuchalis — рыжешейная синица
- Parus caeruleus — лазоревка
- Parus flavipectus — желтогрудый князёк
- Parus cyanus — белая лазоревка
- Parus major — большая синица
- Parus bokharensis — бухарская синица

### СемействоПоползневые(Sittidae)
- Sitta europaea — обыкновенный поползень
- Sitta tephronota — большой скалистый поползень

### СемействоTichodromidae
- Tichodroma muraria — краснокрылый стенолаз

### СемействоПищуховые(Certhiidae)
- Certhia familiaris — обыкновенная пищуха
- Certhia himalayana — гималайская пищуха

### СемействоВоробьиные(Passeridae)
- Passer domesticus — домовый воробей
- Passer indicus — индийский воробей
- Passer hispaniolensis — черногрудый воробей
- Passer ammodendri — саксаульный воробей
- Passer montanus — полевой воробей
- Petronia petronia — каменный воробей
- Montifringilla nivalis — альпийский вьюрок

### СемействоВьюрковые(Fringillidae)
- Fringilla coelebs — зяблик
- Fringilla montifringilla — юрок, или вьюрок
- Serinus pusillus — красношапочный вьюрок
- Carduelis chloris — обыкновенная зеленушка
- Carduelis spinus — чиж
- Carduelis carduelis — щегол
- Carduelis caniceps — седоголовый щегол
- Acanthis cannabina — коноплянка, или реполов
- Acanthis flavirostris — горная чечётка
- Acanthis flammea — обыкновенная чечётка
- Acanthis hornemanni — пепельная чечётка
- Leucosticte nemoricola — гималайский вьюрок
- Leucosticte brandti — жемчужный вьюрок
- Leucosticte arctoa — сибирский вьюрок
- Rhodopechis sanguinea — краснокрылый чечевичник
- Bucanetes githagineus — пустынный снегирь
- Bucanetes mongolicus — монгольский пустынный снегирь
- Rhodospiza obsoleta — буланый вьюрок
- Carpodacus erythrinus — обыкновенная чечевица
- Carpodacus roseus — сибирская чечевица
- Carpodacus rhodochlamys — арчовая чечевица
- Carpodacus grandis — розовая чечевица
- Carpodacus rubicilla — большая чечевица
- Carpodacus puniceus — скальная чечевица
- Uragus sibiricus — урагус
- Pinicola enucleator — обыкновенный щур
- Loxia curvirostra — клёст-еловик
- Loxia leucoptera — белокрылый клёст
- Pyrrhula pyrrhula — снегирь
- Pyrrhula cineracea — серый снегирь
- Coccothraustes coccothraustes — дубонос
- Mycerobas carnipes — арчовый дубонос

### СемействоОвсянковые(Emberizidae)
- Emberiza calandra — просянка
- Emberiza citrinella — обыкновенная овсянка
- Emberiza leucocephala — белошапочная овсянка
- Emberiza stewarti — овсянка Стюарта
- Emberiza cia — горная овсянка
- Emberiza godlewskii — овсянка Годлевского
- Emberiza cioides — красноухая овсянка
- Emberiza schoeniclus — камышовая овсянка
- Emberiza pallasi — полярная овсянка
- Emberiza rustica — овсянка-ремез
- Emberiza pusilla — овсянка-крошка
- Emberiza spodocephala — седоголовая овсянка
- Emberiza aureola — дубровник
- Emberiza hortulana — садовая овсянка
- Emberiza buchanani — скальная овсянка
- Emberiza melanocephala — черноголовая овсянка
- Emberiza bruniceps — желчная овсянка
- Calcarius lapponicus — лапландский подорожник
- Plectrophenax nivalis — пуночка